# 이동재 (축구 선수)
이동재(李動在, 1996년 7월 20일~)는 대한민국의 축구 선수이며 포지션은 미드필더이다. 현재 자유계약선수이다.
2015 시즌을 앞두고 열린 K리그 드래프트에서 번외지명으로 강원 FC에 지명되었다. 데뷔 시즌에는 리그 1경기 출전에 그쳤고, 이듬해 시즌이 끝나고 자유계약선수 신분이 되었다.